# 塩田区
塩田区（えんでん-く）は中華人民共和国広東省深圳市に位置する市轄区。

## 地理
塩田区は深圳市東部に位置し、東は大鵬湾に、南は香港新界に、西は羅湖区と、北は竜崗区に位置する。地勢は北部が丘陵地帯となっている。亜熱帯気候に属し年間平均気温は摂氏 22 度、降水量は 2,000 ミリメートルとなっている。海岸線は総延長 19.5 キロメートルとなっており、深圳における景勝地、海水浴場としてにぎわっている。

## 歴史
塩田区は1998年3月に設置された。

## 経済
塩田区には塩田港区が設置され、隣接して沙頭角保税区が設置され自由貿易の物流基地となっている。

## 行政区画
- 梅沙街道
- 塩田街道
- 沙頭角街道
- 海山街道

## 観光地
- 中英街
- ミンスク・ワールド

## 交通
区域内には現在鉄道は一切走っておらず専らバスとタクシーの便であるが、蓮塘駅から塩田路駅を結ぶ塩田線が2020年に開通する。
鉄道
- 深圳地下鉄 8号線

## 健康・医療・衛生
- 深圳市塩田区人民医院